# Eupteryx falculata
Eupteryx falculata är en insektsart som beskrevs av Ribaut 1936. Eupteryx falculata ingår i släktet Eupteryx och familjen dvärgstritar. Inga underarter finns listade i Catalogue of Life.